# Distretto di Congalla
Il distretto di Congalla è uno dei dodici distretti della  provincia di Angaraes, in Perù. Si trova nella regione di Huancavelica.